# Ferenc Szisz
Ferenc Szisz,  madžarski dirkač in zmagovalec prve dirke za Veliko nagrado, * 20. september 1873, Szeghalom, Békés, Madžarska, † 21. februar 1944, Auffargis, Francija.

## Življenjepis
Ferenc Szisz se je rodil 20. septembra 1873 v mestecu Szeghalom v madžarski deželi Békés, ki je bila takrat še del Avstro-Ogrskega cesarstva. Izšolal se je za ključavničarja, toda v zgodnjih dvajsetih letih se je zaradi zanimanja nad avtomobili vpisal na študij inženirstva. Po tem, ko je nekaj časa preživel v več avstrijskih in nemških mestih, se je v Parizu zaposlil v novoustanovljeni tovarni Renault Automobile.
Pri Renaultu je Ferenc Szisz s svojim talentom za inženirstvo hitro postal eden ključnih mož v testnem oddelku in, ko se je vodstvo tovarne odločilo za sodelovanje na dirkah leta 1902, je bil Szisz izbran kot mehanik sopotnik ob Louisu Renaultu. Po smrti Marcela Renaulta leta 1903 na dirki Pariz-Madrid, je Ferenc Szisz zasedel mesto dirkača. Leta 1905 je na dirki Gordon Bennett Cup, ki je potekala na dirkališču Circuit d'Auvergne v Clermont-Ferrandu zasedel peto mesto. Oktobra istega leta se je Renault skupaj s francoskim in italijanskimi avtomobilskimi tovarnami udeležil ameriške dirke Vanderbilt Cup na Long Islandu. V močni konkurenci, ki je vključevala tudi Felica Nazzara in Louisa Chevroleta s Fiatom, je Ferenc Szisz ponovno zasedel peto mesto, zmagal pa je Francoz Victor Hémery z Darracqom.
Še vedno je bil Szisz močno aktiven kot vodja testnega oddelka Renaulta, zato ni mogel nastopati na veliko dirkah. Kljub temu pa se je v sezoni 1906 zapisal v zgodovino motošporta, ko je skupaj z mehanikom sovoznikom M. Marteaujem z Renaultom AK 90CV osvojil zmago na dirki za Veliko nagrado Francije, prvi dirki za Veliko nagrado. Njegova zmaga in komercialni uspeh dirke za Veliko nagrado Francije sta kmalu vodila k prirejanju novih dirk za Veliko nagrado v Evropi. V naslednji sezoni je Szisz na dirki za Veliko nagrado Francije zasedel drugo mesto za Italijanom Felicejem Nazzarom, nastopal je tudi v sezoni 1908, ko pa je moral zaradi okvare odstopiti tako na dirki za Veliko nagrado Francije, kot tudi na dirki za Veliko nagrado ZDA.
Leta 1909 je Szisz zapustil Renault in ustanovil lastno garažo v mestu Neuilly-sur-Seine. Julija 1914 je Fernand Charron prepričal Ferenca Szisza, ki se je med tem že upokojil kot dirkač, da nastopi z dirkalnikom  Alda na dirki za Veliko nagrado Francije. Na dirki, kjer je zmagal Christian Lautenschlager z Mercedesom, je imel Szisz čast nositi na dirkalniku oznako No.1, toda kmalu po polovici dirke je moral zaradi poškodbe odstopiti. Septembra istega leta je izbruhnila prva svetovna vojna, zato v Evropi ni bilo več dirk, Szisz pa se je pridružil francoski vojski kot vodja transporta v Alžiriji, dokler ni bil hospitaliziran zaradi trebušne gripe. Po koncu vojne je do upokojitve delal v letalskem podjetju, nato pa se je preselil na deželo v Auffargis nedaleč od Pariza, kjer je umrl leta 1944.
Ferenc Szisz in njegova žena sta pokopana na pokopališču v Auffargisu. Sziszov muzej je del Renaultovega muzeja ob dirkališču Le Mans. Pred vhodom na dirkališče Hungaroring stoji bronast kip Szisza. 